# Обь
Обь — река в России, протекает по Западной Сибири. Одна из крупнейших рек в мире. Длина Оби — 3650 км (от истока Иртыша — 5410 км), площадь водосборного бассейна — 2 990 000 км². Расход воды в 287 км от устья (у Салехарда) — 12 492 м³/с. Среднемноголетний сток — 403,981 км³/год. Берёт начало при слиянии Бии и Катуни в предгорьях Алтая. В устье образует Обскую губу и впадает в Карское море.

## Этимология
Происхождение названия реки доподлинно неизвестно. По одной из версий, оно произошло от слова на языке коми, которое означало «снег», «снежный сугроб», «место у снега».
По данным Вольфганга Штейница и Андрея Дульзона название связано с коми-зырянским словом обва — «снежная вода», так как русские узнали Обь в её нижнем течении, и её название получили от коми проводников.
Существует также предположение, что название реки — иранского происхождения, от *ап «вода» (тадж. Об). Такое название полноводной реке вполне могли дать степные ираноязычные народы, жившие на юге Западной Сибири в период с раннебронзового века по средневековье.

## Название Оби в разных языках
- ненецкий: Саля ям (мысовая река)
- хантыйский: Ас (большая река)
- селькупский: Ӄолд, Ӄо́лтэ, Квай (главная река)[10]
- алтайский: Ах умар (северная река)[11]
- алтайский: Тойбодым[12]
- татарский: Үмәр, Омар, Умор[13]
- хакасский: Ымар[14]

## История

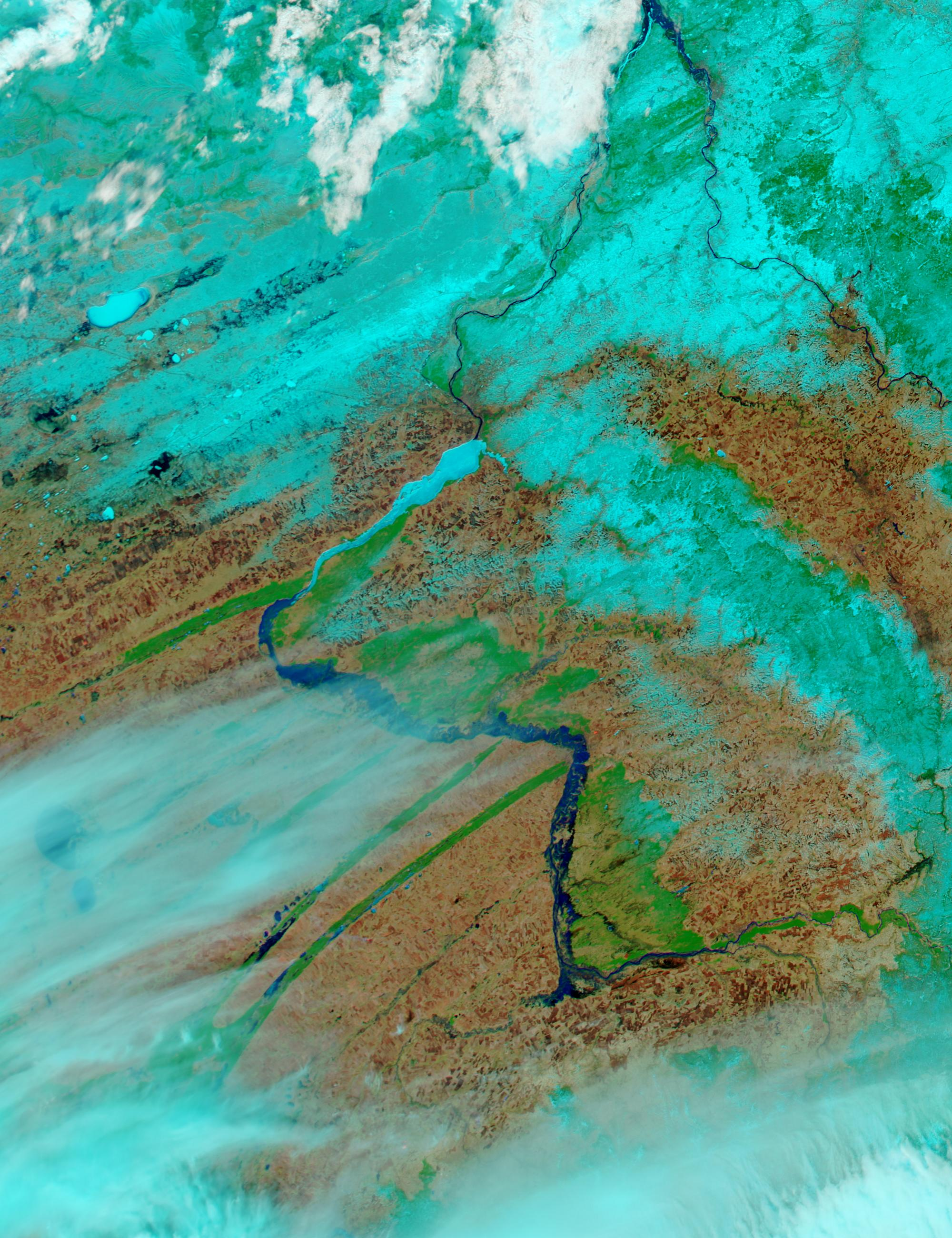
Наводнение в верховьях Оби, Апрель 2004

Современные исследования показали, что оледенение на севере Западной Сибири закончилось 60 тысяч лет назад. Реке Обь ничто не мешало свободно течь в океан, а рельеф долины Оби во время позднего палеолита был похож на современный.
Русские впервые увидели реку, когда охотники и купцы вместе с проводниками-зырянами ходили за Уральские горы. И до завоевания Ермаком Сибири край вокруг Оби назывался Обдорским.
Ещё в 1187 году нижняя Обь входила в «волости подданные» Великого Новгорода, а после его падения перешла к московским князьям, которые с 1502 года стали добавлять к своим титулам слова «Обдорские и Югорские».
В 1844 году по Оби начало осуществляться пароходство; первый пароход эксплуатировался коммерции советником Н. Ф. Мясниковым:16. В 1895 году насчитывалось уже 120 пароходов, осуществлявших рейсы по Оби и её притокам; большая их часть принадлежала частным владельцам:17.
С 1923 года перевозка пассажиров и грузов по Оби осуществлялась Западно-Сибирским речным пароходством (Обь-Иртышское речное пароходство).

## Течение
По характеру речной сети, условиям питания и формирования водного режима Обь делится на 3 участка: верхний (до устья Томи), средний (до устья Иртыша) и нижний (до Обской губы). При этом после сооружения Новосибирского водохранилища верхнее течение Оби также подразделяется на участки: от слияния Бии и Катуни до Барнаула, где Новосибирский гидроузел не оказывает влияния на водный режим, от Барнаула до Камня-на-Оби, где ощущается влияние гидроузла, собственно сам Новосибирский гидроузел и участок от нижнего бьефа Новосибирской ГЭС до устья Томи, где сток зарегулирован Новосибирским гидроузлом. Средняя скорость течения составляет: в весенний период 5—5,6 км/ч, в межень 2,7—3,0 км/ч. В изгибах реки и в сужениях наблюдаются прижимные течения, а в местах разветвления реки на протоки — затяжные течения, особенно сильные при высоких уровнях воды. Во многих местах действуют свальные течения. Уклон реки составляет 0,046 м/км.
Название Обь употребляется для водотока ниже слияния рек Катунь и Бия, то есть после города Бийска, на высоте 160 м над уровнем моря. Протекает по Алтайскому краю через Барнаул, затем некоторое время разделяет Алтайский край и Новосибирскую область. Около 300 км течения — через Новосибирскую область, в том числе через Новосибирск. Севернее, после принятия Томи в Томской области, меняет направление на северо-западное и на протяжении около 900 км Томской области принимает крупные притоки — Томь, Чулым, Кеть, Чаю, Парабель и Васюган. В Ханты-Мансийском автономном округе — Югре Обь протекает по побережью Нижневартовска, затем на запад, огибая Сургут с юга, а Нефтеюганск с севера. После Ханты-Мансийска Обь принимает свой главный приток Иртыш и поворачивает на север и, протекает далее, почти 660 км через Югру и Ямал до Салехарда и Лабытнанги. До посёлка Перегрёбное река Обь течёт в одном русле, затем раздваивается на два рукава — Большая и Малая Обь. Рукава вновь соединяются через 460 км в 20 км южнее Салехарда, огибая Сибирские Увалы, долина здесь сужается от 20 км до 6—8 км с углублением русла почти в 2 раза — до 10—15 метров. После Салехарда Обь резко поворачивает на восток. Финальным створом собственно Оби является линия, проведённая от мыса Салемал до выступа выпуклого берега реки Оби. Ниже этого места река образует дельту. От данной точки впадения нормального русла реки в Обскую губу Карского моря происходит заметное расширение водотока. Обь образует огромную дельту с площадью 4,5 тыс. км². Дельта реки Оби, располагаясь на широтном отрезке, начинается от острова Большие Яры (ниже посёлка Салемал), там, где река разделяется на два широких рукава — Надымскую Обь и Хаманельскую Обь (Ганейзер 1975), то есть между 69°11′ и 71°40′ в. д.

## Питание и режим реки

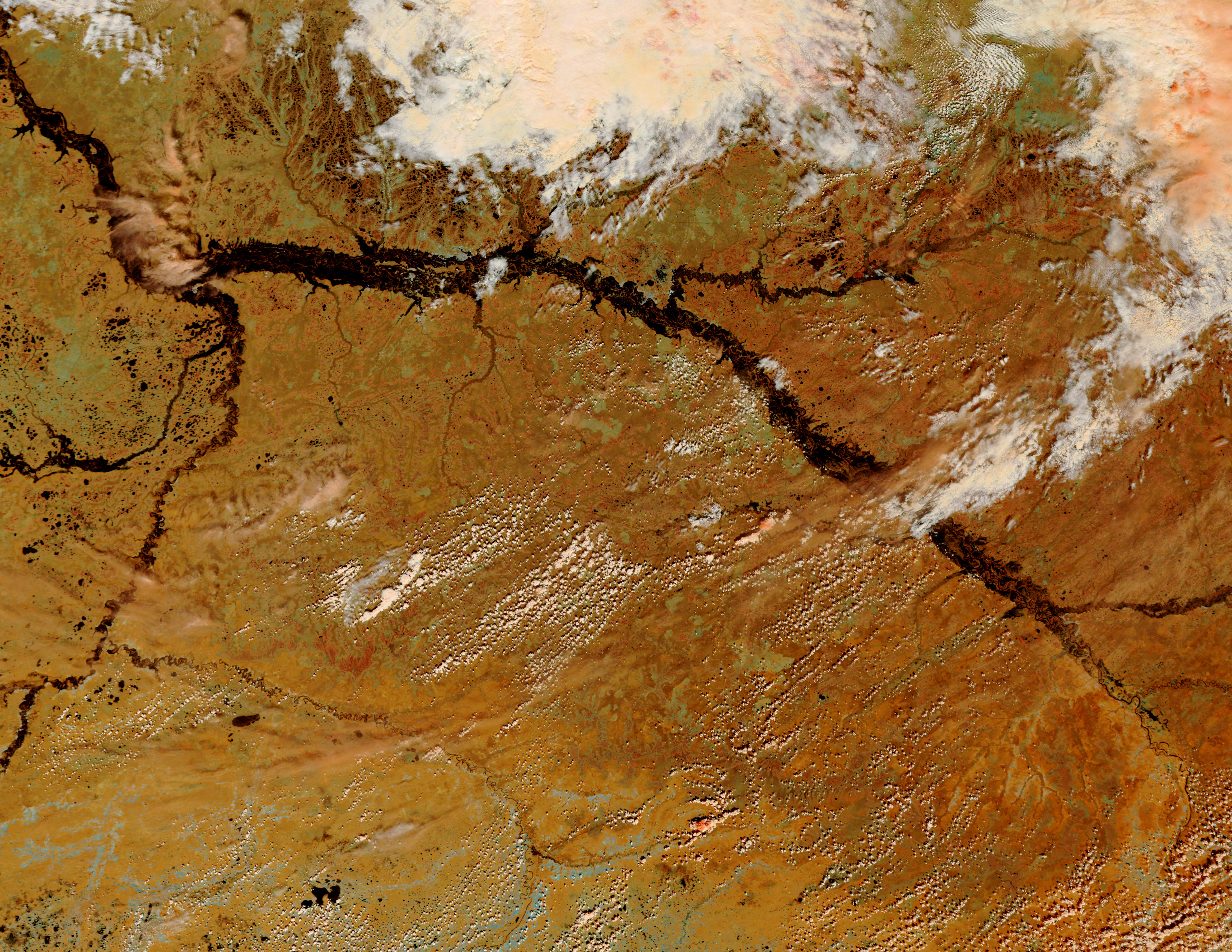
Разлив Оби. Июнь 2002

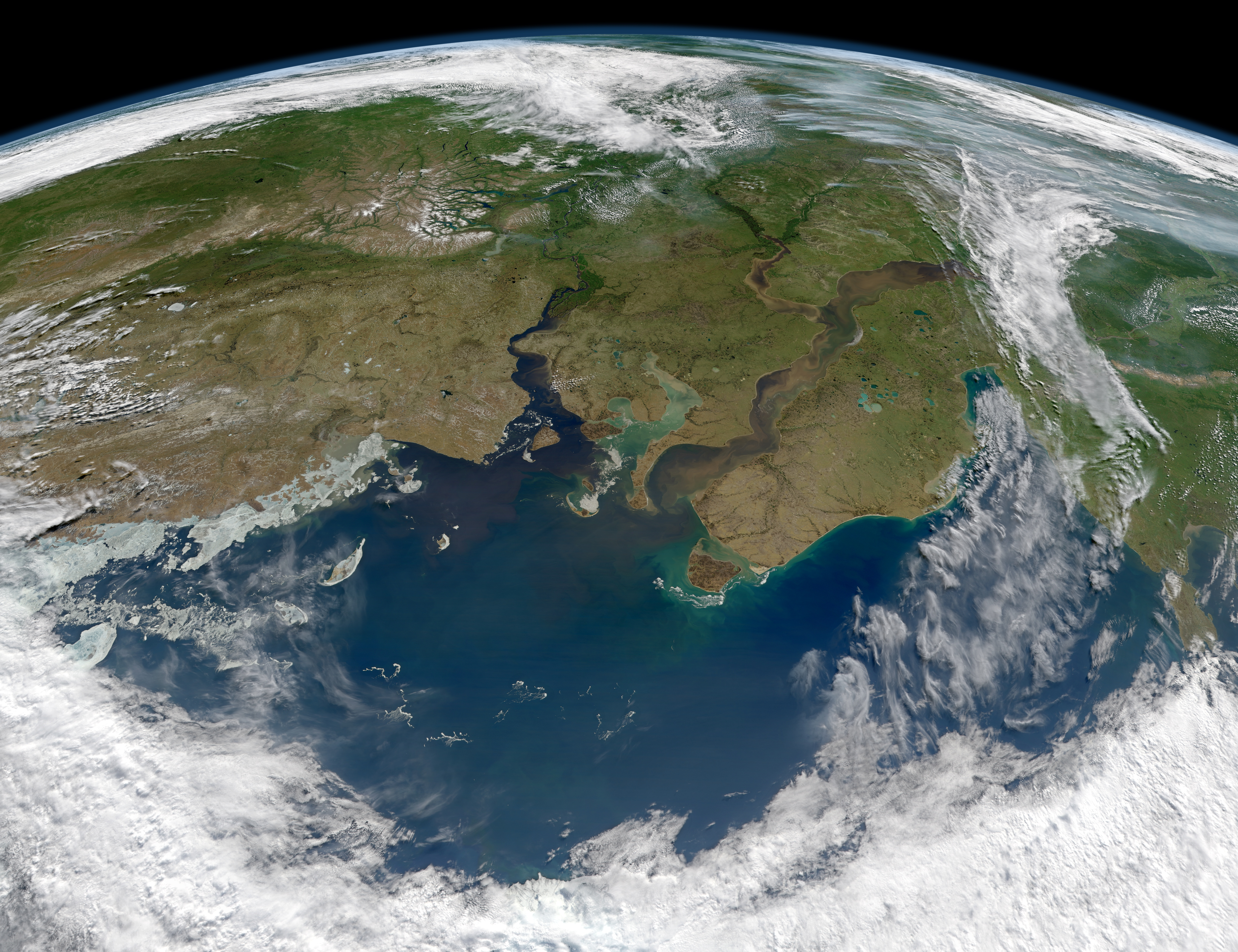
Енисей и Обь (справа) впадают в Карское Море

Питание реки преимущественно снеговое, на Алтае — смешанное: доля снегового питания — 40 %, ледникового 22 %, дождевого 19 % и грунтового 15 %; в таёжной зоне доля снегового питания — 55 %, дождевого — 25 %, грунтового — 20 %. За период весенне-летнего половодья река приносит основную часть годового стока. В верхнем течении половодье — с начала апреля, в среднем — со второй половины апреля, а в нижнем — с конца апреля — начала мая. Подъём уровней начинается ещё при ледоставе; при вскрытии реки в результате заторов — интенсивные кратковременные подъёмы уровней. Из-за этого у некоторых притоков возможно обращение направления течения. В верхнем течении половодье заканчивается в июле, летняя межень неустойчива, в сентябре — октябре дождевой паводок. В среднем и нижнем течении спад половодья с наслаивающимися дождевыми паводками продолжается до ледостава. В среднем река находится подо льдом от 180 до 220 дней в году, в зависимости от того, насколько сурова зима.
| Средний расход воды (м³/с) реки Обь по месяцам с 1930 по 1999 гг. (замеры производились на гидрологическом посту в Салехарде) |

## Бассейн

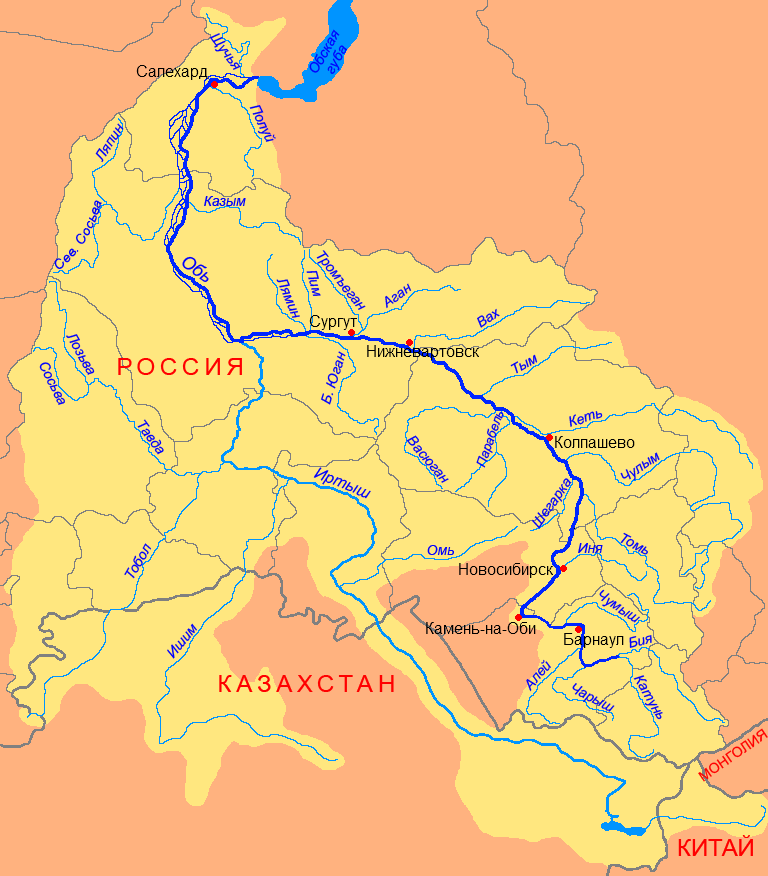
Обь-Иртышский бассейн

Площадь бассейна Оби составляет 2 миллиона 990 тысяч км². По этому показателю река занимает первое место в России. Обь также является третьей по водоносности рекой России (после Енисея и Лены).
В южной части Оби находится Новосибирское водохранилище, образованное дамбой Новосибирской ГЭС. Плотина сооружалась с 1950 по 1961 годы; при создании водохранилища было затоплено много деревень и основная часть города Бердска. Обское море (как его называют местные жители) служит местом отдыха многим новосибирцам, на его берегах расположены многочисленные базы отдыха и санатории. Сюда приезжают туристы и из соседних регионов.
В конце XIX века был построен Обь-Енисейский канал, соединивший Обь с Енисеем. В настоящее время он не используется и заброшен.

## Притоки
Основным притоком реки является Иртыш. Иртыш впадает в Обь слева. Длина от его истока на границе Монголии и Китая до впадения слева в Обь равняется 4248 км — он превосходит Обь по длине на 598 км.
Другие значимые притоки:

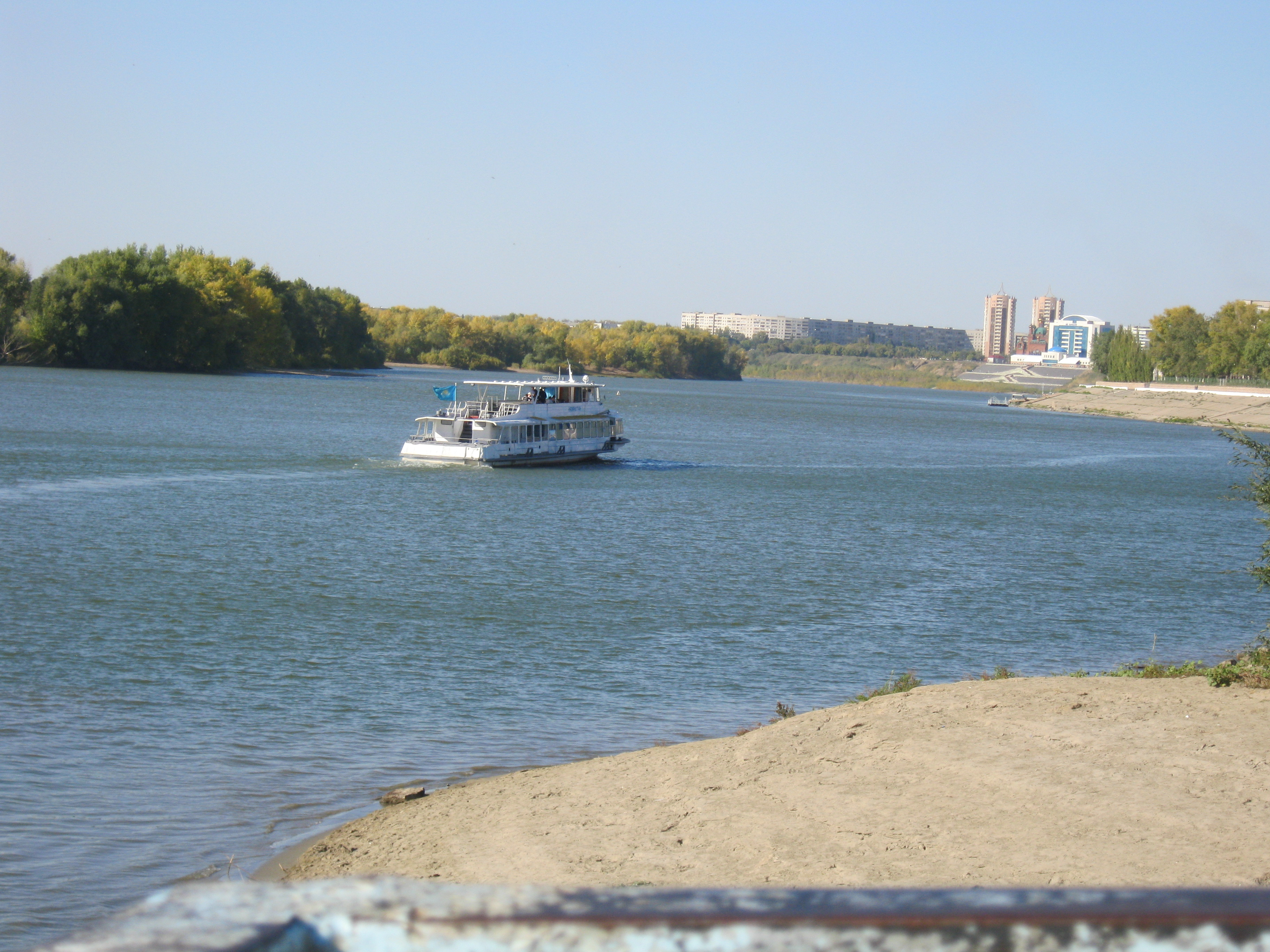
Иртыш — крупнейший приток Оби

- левые — Песчаная, Ануй, Чарыш, Алей, Барнаулка, Касмала, Шегарка, Чая, Парабель, Васюган, Большой Юган, Северная Сосьва, Щучья, Сыня;
- правые — Чемровка, Чумыш, Бердь, Иня, Томь, Чулым, Кеть, Тым, Киевский Ёган, Вах, Ватинский Ёган, Тромъёган, Пим, Лямин, Казым, Полуй.

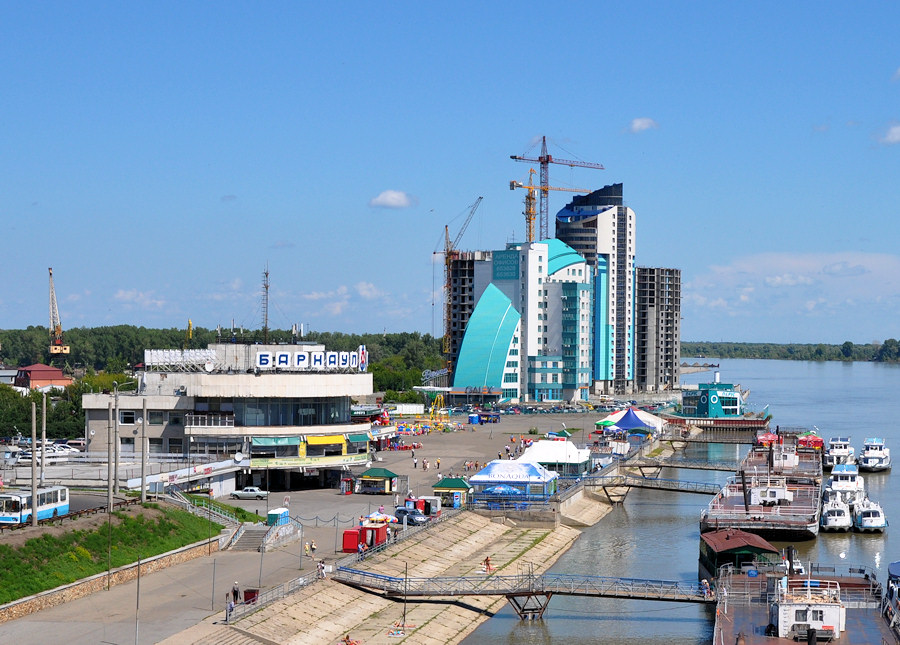
Пристань возле речного вокзала в Барнауле

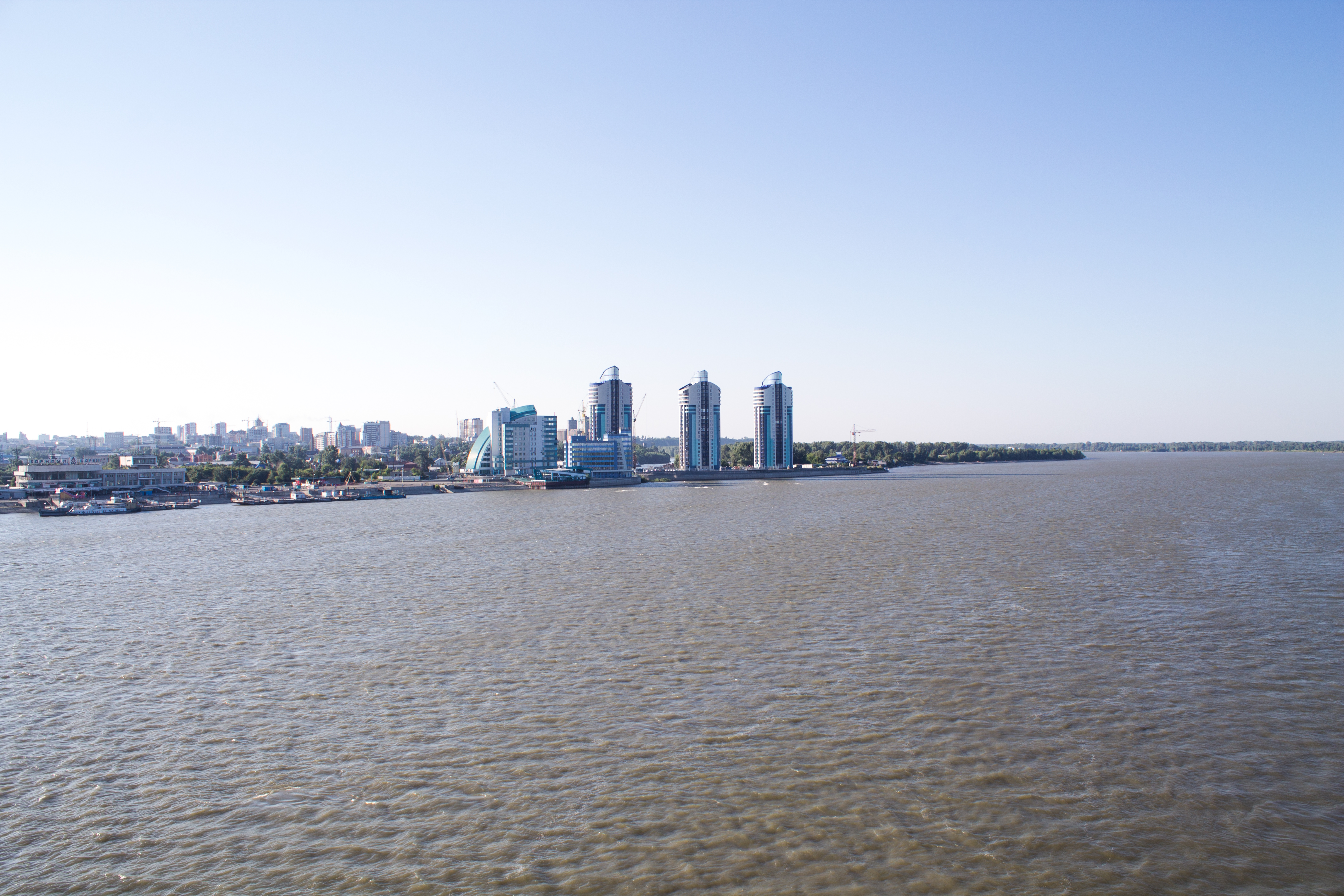
Вид на Барнаул с нового моста через Обь

## Судоходство
Обь судоходна на всем протяжении. При этом на Оби и её притоках выделяют следующие судоходные районы:
- Барнаульский — от слияния Бии и Катуни до Камня-на-Оби, включая устьевые участки Бии, Катуни, Чарыша и Телецкое озеро. Гарантированные глубины — 110—140 см;
- Новосибирское водохранилище — от Камня-на-Оби до аванпорта Новосибирского шлюза,
- Новосибирский — от аванпорта новосибирского шлюза, включая сам шлюз до устья Томи. Гарантированные глубины — 210—240 см,Новосибирское водохранилище. Вид с Бердского мыса

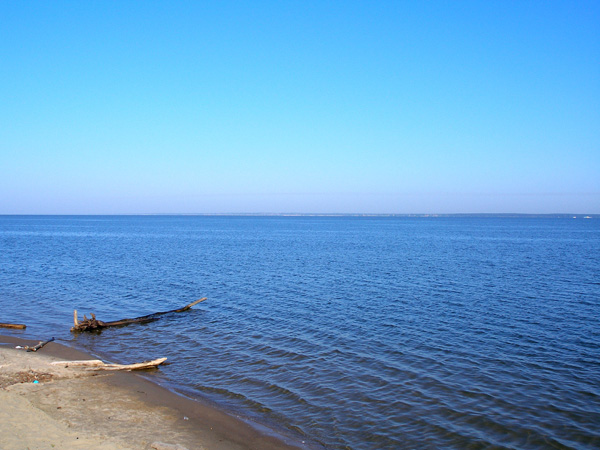
Новосибирское водохранилище. Вид с Бердского мыса

- Томский — от устья Томи до протоки Парабель и участок Томи от устья до Кемерово. Гарантированные глубины на Оби и на Томи до Томска — 210—240 см,
- Колпашевский — от протоки Парабель до границы Томской области и участок 274 километра по реке Кеть. Гарантированные глубины на Оби 240—270 см,
- Обь-Иртышский — по Иртышу от Омска до устья Иртыша. Гарантированные глубины на Оби 140—180 см;
- Сургутский — от границы Томской области до устья Иртыша. Гарантированные глубины на Оби 240—270 см;
- Ханты-Мансийский от устья Иртыша до устья Казыма. Гарантированные глубины на Оби 270—300 см;
- Салехардский — от устья Казыма до Обской губы. Гарантированные глубины на Оби 270—300 см.

С конца 2010-х годов и по 2022 год наблюдалась экстремально низкая водность. Это связано с режимом работы каскада водохранилищ, расположенных на территории Казахстана, а также с малым водным притоком боковых рек, который был вызван малым количеством осадков. В связи с этим активно проводилось обустройство русел. Так, в 2021 году дноуглубительные работы были проведены на 47-ми перекатах, а в 2022 — на 53-х. Кроме того, обстановочные бригады проводили работы по тралению в целях удаления затонувших выкорчеванных деревьев, попавших в реку из-за подмыва берегов паводковыми водами. Объём дноочищения в 2022 году составил 460 тонн, а объём дноуглубительных работ составил 1 075,89 тыс. м³ грунта. Несмотря на указанные осложнения судоходная обстановка действовала в соответствии с государственным заданием, в частности на Иртыше — 149 суток. Принятые меры позволили увеличить объём грузоперевозок на 10 % до 7359,2 тыс. тонн, а пассажироперевозок на 100 тыс. пассажиров до 848 тыс. по сравнению с 2021-м годом.
В Обской губе действует морской режим судоходства.

## Ихтиофауна
Издавна на Оби было развито рыболовство. Так, в конце XIX века в сети рыболовов попадали 
- окунь
- ёрш
- бычок
- подкаменщик
- щука
- налим
- муксун
- сырок
- щокур
- пыжьян
- нельма
- хариус
- кумжа
- таймень
- карась
- пескарь
- плотва
- чебак
- елец
- гольяны
- голец
- щипок
- осётр
- стерлядь
- минога
- другие виды рыб[18]:16.

В настоящий момент в водах Оби и Обской губы обитает около 50 видов и подвидов рыб, половина из них имеет промышленную ценность. Наиболее ценные виды: осётр, стерлядь, нельма, муксун, чир, тугун, сиг, пелядь. Объектами промысла являются в основном частиковые — судак, щука, язь, налим, лещ, елец, плотва, карась, окунь.

## Города на Оби
На берегах Оби и устьевых частей рек, впадающих в неё, проживает значительная часть населения Западной Сибири. На Оби находится третий по населению город России — Новосибирск со своей агломерацией, а также крупная агломерация Барнаул-Новоалтайск. Прилегающая к Оби территория Западной Сибири называется Приобьем.

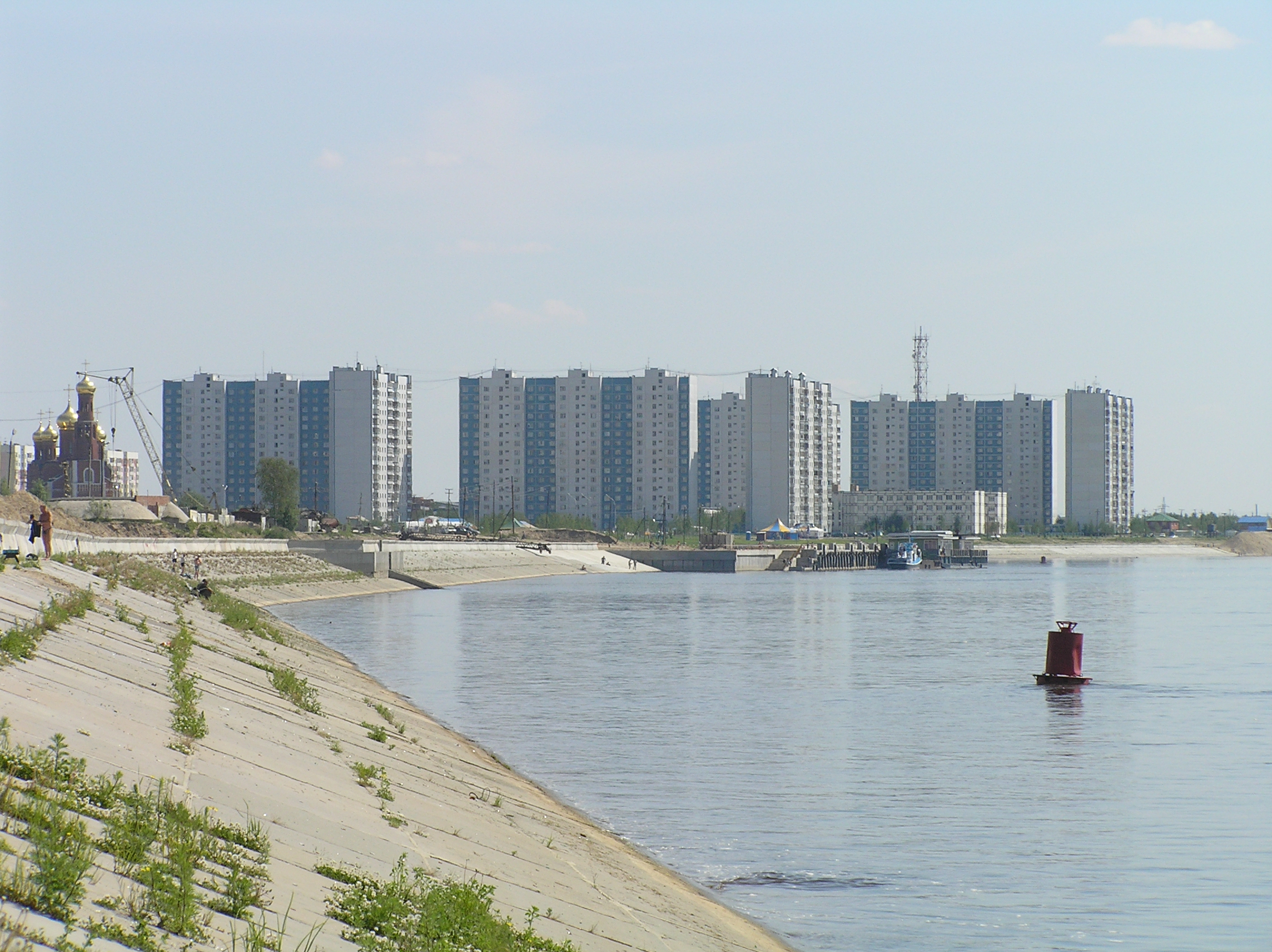
Набережная Оби в Нижневартовске

- Бийск — хотя основная городская застройка находится в пределах течения реки Бия, садовые товарищества и коттеджные посёлки на юго-западных окраинах города (Сорокино, Одинцовка, Одинцовский посад) и входящее в городскую черту село Фоминское находятся уже на Оби.
- Барнаул
- Новоалтайск
- Камень-на-Оби
- Бердск (на Бердском заливе Новосибирского водохранилища)
- Новосибирск
- Колпашево
- Стрежевой (на протоке Пасол)
- Нижневартовск
- Мегион
- Лангепас (на протоке Каюковская)
- Сургут
- Нефтеюганск
- Лабытнанги
- Салехард.

Основные порты и пристани Обь-Иртышского бассейна: Бийский речной порт, Барнаульский речной порт, Новосибирск, Томск, Самусь, Нижневартовск, Сургут, Лабытнанги, Павлодар, Омск, Тобольск, Тюмень, Ханты-Мансийск.

## Мосты
Мосты через Обь
По направлению от устья к истоку:
- Югорский мост (Сургут, Югра) — запланирован дублёр;
- Железнодорожный мост (Сургут);
- Шегарский мост (близ села Мельниково, Томская область);
- Северный мост (Новосибирская область);
- Димитровский мост в Новосибирске;
- Железнодорожный мост Транссиба (Новосибирск);
- Недостроенный Центральный мост (Новосибирск);
- Октябрьский мост (Новосибирск);
- Метромост в Новосибирске;
- Бугринский мост в Новосибирске;
- Комсомольский железнодорожный мост в Новосибирске;
- Мост через шлюз Новосибирской ГЭС;
- Железнодорожный мост в Камне-на-Оби;
- Железнодорожный мост в Барнауле;
- Недостроенный железнодорожный мост в Барнауле;
- Коммунальный («Старый») мост (совмещённый автомобильный и железнодорожный) в Барнауле;
- Новый мост в Барнауле.

До строительства мостов на Оби на древних сухопутных путях, например, «С Тары через Барабу до Томска» («Бухарский путь»), использовалась водные переправы («Перевоз», на Оби в устье р. Уртамки; именно здесь и был поставлен Уртамский острог).
Планируется строительство ещё одного моста через Обь вблизи города Стрежевого, Александровского района Томской области для полной проезжаемости будущей Северной широтной магистрали, однако отсутствует финансирование. В случае начала строительства железнодорожной ветки в предгорные районы Алтайского края и Республики Алтай на территории Быстроистокского района примерно в 20 км от места слияния Бии и Катуни будет построен ещё один мост.

## Экологическое состояние
Вода в реке значительно загрязнена. В низовьях предельно допустимые концентрации нефтепродуктов превышены в 9-10 раз. Содержание кислорода в воде в 4 раза ниже нормы.